# Nicrophorus obscurus
Nicrophorus obscurus är en skalbaggsart som beskrevs av Kirby 1837. Nicrophorus obscurus ingår i släktet Nicrophorus och familjen asbaggar. Inga underarter finns listade i Catalogue of Life.